# Comuna Podillea, Pidvolociîsk
Podillea (în ucraineană Поділля) este o comună în raionul Pidvolociîsk, regiunea Ternopil, Ucraina, formată din satele Hopteanka și Podillea (reședința).

## Demografie
Componența lingvistică a comunei Podillea
     Ucraineană (100%)
Conform recensământului din 2001, toată populația comunei Podillea era vorbitoare de ucraineană (100%).